# Faustin Wirkus

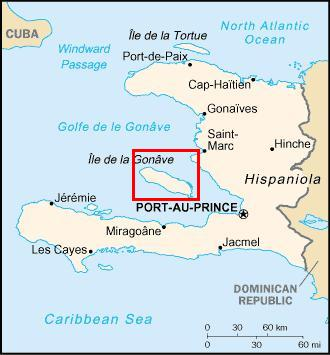
Wyspa Gonâve, na której Faustin Wirkus panował w latach 1925–1929

Faustin Wirkus, Faustyn II (ur. 16 listopada 1896 w Rypinie, zm. 8 października 1945) – amerykański podoficer piechoty morskiej polskiego pochodzenia, król Gonâve w latach 1926−1929.

## Życiorys
Faustin Wirkus urodził się 16 listopada 1896 roku w Rypinie. Jako małe dziecko przeniósł się z rodzicami do Dupont w stanie Pensylwania. W wieku 11 lat rozpoczął pracę przy sortowaniu węgla w Pittston. Rok później spotkał żołnierza piechoty morskiej powracającego z zagranicznej misji i postanowił wówczas zostać żołnierzem. W kolejnych latach podjął pracę w kopalni.
W lutym 1915 roku opuścił rodzinne miasto bez uprzedzenia i zgłosił się w punkcie rekrutacyjnym, a pół roku później został na USS Tennessee wysłany na dopiero co opanowane przez USA Haiti.
Pierwszy rok na Haiti pełnił służbę patrolową w Port-au-Prince, ale znudzony monotonią służby zaczął interesować się wyspą La Gonâve. Planowany przez niego wniosek o przeniesienie na tę wyspę nie został jednak zrealizowany, gdyż wkrótce potem złamał rękę i został w listopadzie 1916 roku odesłany na leczenie do USA. Po leczeniu trafił do służby na Kubie, ale z powodu kolejnego złamania ręki po raz drugi odesłano go do USA. Ostatecznie w kwietniu 1919 roku wrócił na Haiti i w stopniu sierżanta objął dowództwo nad mieszanymi oddziałami amerykańsko-haitańskiej żandarmerii w regionie Perodin.
W marcu 1920 roku trafił na krótko na La Gonâve, gdzie brał udział w aresztowaniu Ti Memenne, oskarżonej o odprawianie rytuałów voodoo. W 1925 roku został na stałe przydzielony do służby na tej wyspie jako administrator okręgu. W tym czasie aresztowana pięć lat wcześniej kobieta okazała się miejscową królową. Ona też rozpoznała w Faustinie reinkarnację dawnego cesarza Faustyna I, który uciekając przed puczem na Jamajkę obiecał mieszkańcom La Gonâve, że jeszcze powróci na wyspę.
Wieczorem 18 lipca 1926 roku Wirkus został przez mieszkańców koronowany jako Faustin II. Dzięki uznaniu mieszkańców Wirkus skutecznie i sprawnie administrował wyspą, która w tym czasie należała do najlepiej zarządzanych obszarów kraju. Jego status wśród mieszkańców administrowanego przez niego terenu był jednak problematyczny dla amerykańskiej administracji, a szczególnie dla haitańskiego prezydenta który odwiedził wyspę w 1928 roku. Celem uniknięcia komplikacji dyplomatycznych został w 1929 roku odwołany do Port-au-Prince. W lutym 1931 roku wystąpił z armii.
Popularność przyniosła mu wydana w 1929 roku książka Williama B. Seabrooka „Magiczna wyspa”, której stał się głównym bohaterem. Na zamieszczony w książce adres Wirkusa dotarło wiele listów z pytaniami od Amerykanów, na które Wirkus postanowił odpowiedzieć w wydanej 1931 roku  autobiografii „Biały król La Gonâve” (The White King of La Gonave), wydanej przez wydawnictwo Doubleday, Doran and Company. Książka sprzedała się na świecie w 10 mln egzemplarzy. Jako ekspert w dziedzinie karaibskich wierzeń prowadził wykłady poświęcone Haiti, nakręcił także film dokumentalny Voodoo (1933) na temat kultury i religii voodoo.
Po wyczerpaniu zainteresowania opinii publicznej zajął się inwestycjami na giełdzie i sprzedażą ubezpieczeń. Do debaty publicznej wrócił raz, gdy w 1938 roku w jednym z czasopism wezwał rząd do interwencji przeciwko dyktatorowi Dominikany.
W 1939 roku powrócił do służby w piechocie morskiej jako kierownik punktu rekrutacyjnego w Newark w stanie New Jersey. W lutym 1942 roku został przeniesiony do dowództwa piechoty morskiej w Waszyngtonie, a następnie do Naval Pre-Flight School w Chapel Hill.
Zmarł 8 października 1945 roku, po trwającej od stycznia chorobie i został pochowany na Arlington National Cemetery.

## Życie prywatne
Podczas pobytu na Gonâve jako władca wyspy miał posiadać harem. Po abdykacji i powrocie do Stanów Zjednoczonych Ameryki ożenił się z Yulą Fuller. Para miała syna Faustina juniora, który był żołnierzem piechoty morskiej.

## Publikacje
- Faustin E. Wirkus, Taney Dudley, William B. Seabrook: The White King of La Gonave: The True Story of the Sergeant of Marines Who Was Crowned King on a Voodoo Island. Garden City: Doubleday, Doran & Company, 1931. Brak numerów stron w książce